# مسرح دورتموند
</ref>.

في عام 2010 الرور كانت عاصمة الثقافة الأوروبية، 
ومسرح دورتموند كان شريك في برنامج الرور.2010 في مجالات الموسيقى والمسرح و الرقص.

## مسرح مدينة دورتموند

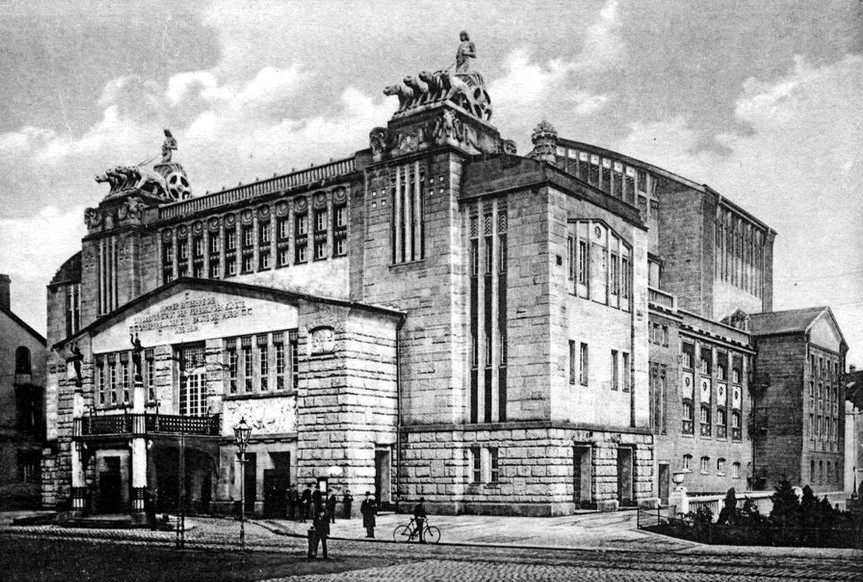
مسرح مدينة دورتموند، دمر في الحرب العالمية الثانية

المسرح دورتموند تم تصميمه من قبل المهندس المعماري مارتن Dülfer و بنيت من عام 1902 إلى عام 1904.
افتتاحية الأداء كانت من ريتشارد فاجنر عرض الأوبرا في ديسمبر عام 1904. Busoni هو الطبيب فاوست أجريت في عام 1925.

## دار الأوبرا في دورتموند

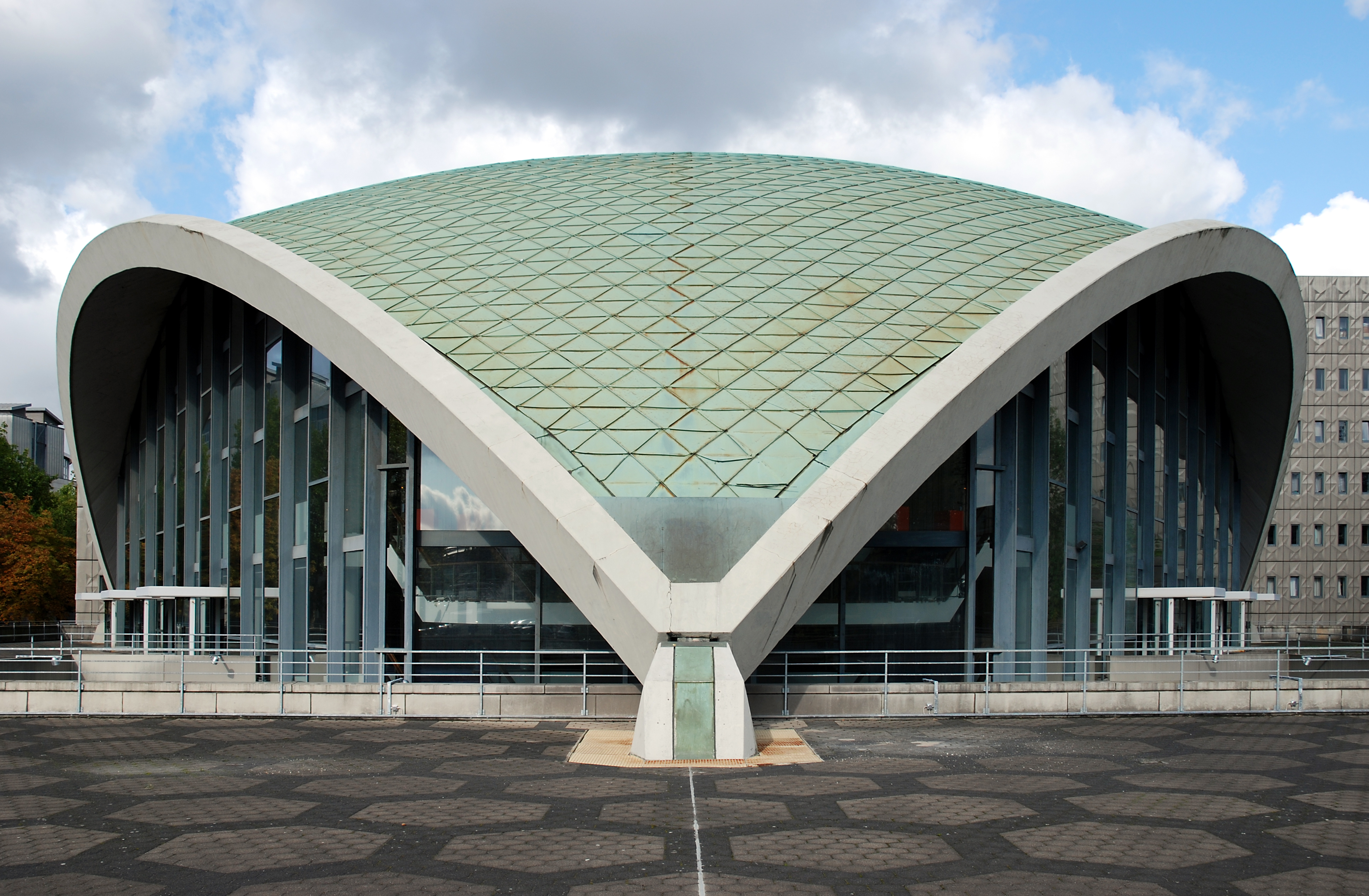
مسرح دورتموند

دار الأوبرا الجديد في دورتموند افتتح في عام 1966 ليكون بمثابة مكان الأوبرا والباليه والحفلات الموسيقية والألعاب التي تتطلب مراحل كبيرة.

## بيت الحفل في دورتموند
منذ عام 2002 الأوركسترا افتتح حديثا في قاعة الحفلات الموسيقية في أوروبا، دورتموند.

المخطط والمدير المؤسس كان أولريش أندرياس فوغ.